# Saint-Laurent-de-Cerdans
Saint-Laurent-de-Cerdans – miejscowość i gmina we Francji, w regionie Oksytania, w departamencie Pireneje Wschodnie.
Według danych na rok 1990 gminę zamieszkiwało 1489 osób, a gęstość zaludnienia wynosiła 33 osoby/km² (wśród 1545 gmin Langwedocji-Roussillon Saint-Laurent-de-Cerdans plasuje się na 252. miejscu pod względem liczby ludności, natomiast pod względem powierzchni na miejscu 72.).

## Zabytki
Zabytki na terenie gminy posiadające status monument historique:

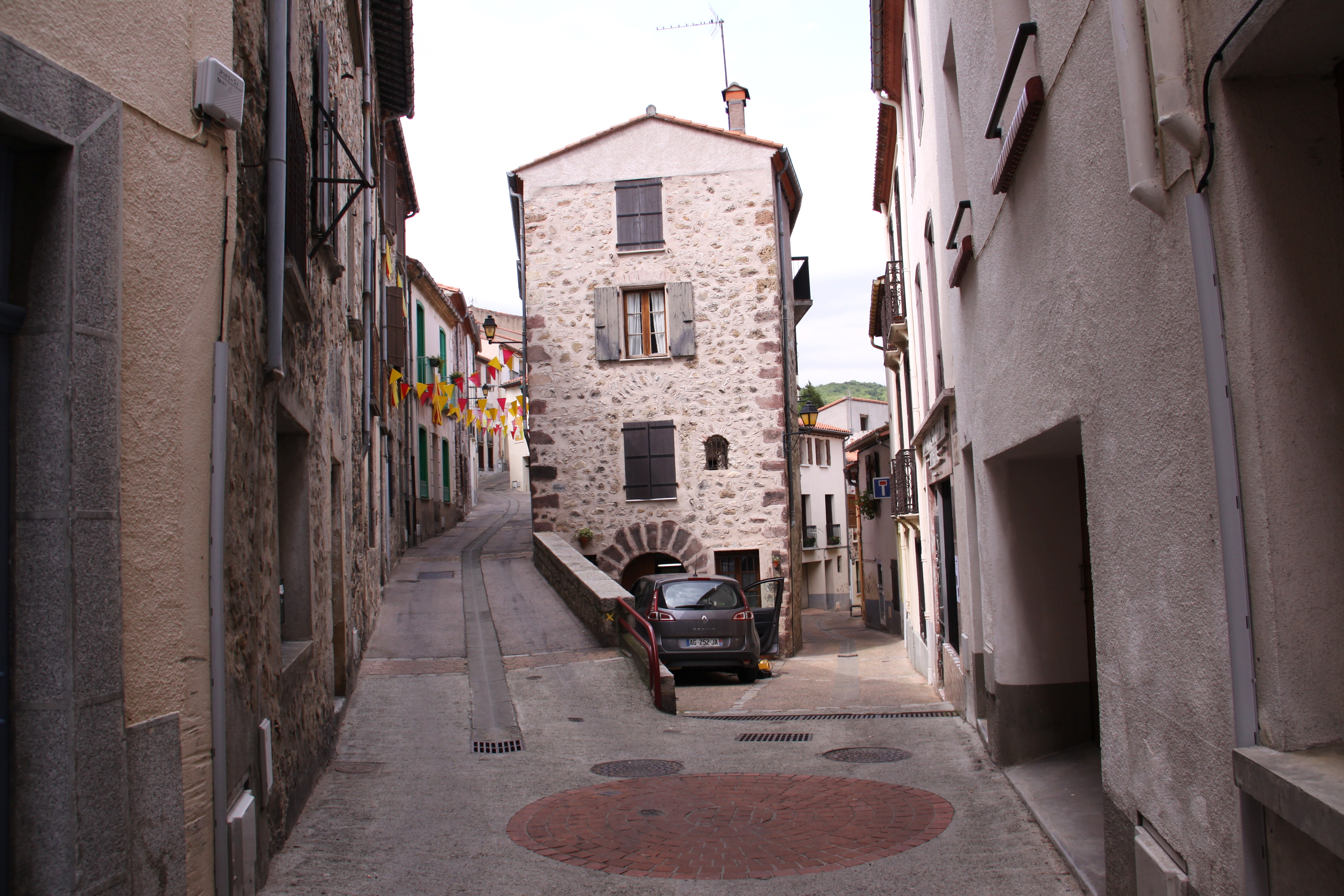
Stare miasto, 2010

- Mas de Crémadells

## Populacja

Populacja Saint-Laurent-de-Cerdans w latach 1962–2008